# Уильямс, Дэнни (боксёр)
Дэ́ниэл Пи́тер Уи́льямс (англ. Daniel Peter Williams; род. 13 июля 1973, Брикстон, Лондон, Великобритания) — британский боксёр-профессионал, выступающий в тяжёлой весовой категории. Чемпион Великобритании (2000—2010) и Британского Содружества наций (1996—2006) в тяжёлом весе, бывший претендент на титул чемпиона мира в тяжёлом весе по версии WBC (2004). Наиболее известен своей неожиданной победой нокаутом над Майком Тайсоном в 2004 году.

## Любительская карьера
В 1991 году Уильямс выиграл турнир НОАК и завоевал золотую медаль в международном турнире в Греции. В Финляндии 1992 году он завоевал бронзовую медаль на этом же международном турнире.
Уильямс выиграл бронзовую медаль на чемпионате Европы 1993 года в тяжелом весе (до 91 кг) и бронзу на Играх Содружества 1994 года в супертяжёлом весе. Уильямс также завоевал золотую медаль в 1994 году на турнире международном турнире в Ливерпуле. Его любительский рекорд 29-6.

## Профессиональная карьера
Дэнни Уильямс дебютировал на профессиональном ринге в 1995 году. За свою профессиональную карьеру он прославился отважными выступлениями против большого количества сильных и известных боксёров. И победил много известных и непобеждённых боксёров.
10 октября 1998 года к своему 15 поединку вышел на первый титульный бой. В бою за вакантный титул интерконтинентального чемпиона мира по версии WBO победил Антоние Палитса (25-4-2).
В следующем поединке проиграл по очкам Джулиусу Фрэнсису в бою за титулы чемпиона Великобритании и британского содружества.
После проигрыша победил 6 проходных соперников. 21 октября 2000 год Уильямс встретился с Майклом Поттером (14-2). В начале 6-го Уильямс вывихнул правое плечо. Несмотря на это, Уильямс продолжил бой и боксировал одной рукой почти весь раунд. В конце шестого раунда Уильямсу удалось потрясти Поттера левым апперкотом и отправить в тяжелый нокдаун. Поттер поднялся, но Уильямсу удалось добить его здоровой рукой и завоевать вакантные титулы чемпиона Британии и британского содружества.
В следующем поединке Уильямс победил непобеждённого Кали Миена нокаутом в первом раунде.
Затем взял реванш над своим единственным на тот момент поражением, и нокаутировал в 4-м раунде Джулиуса Фрэнсиса. Через 5 месяцев нокатировал Шона Робинсона (15-1), во 2-м раунде.
12 февраля 2002 года победил британца Майкла Спротта. 8 февраля 2003 года, в бою за титул чемпиона Европы по версии EBU проиграл турку Синан Шамиль Саму.
В сентябре 2003 года вновь победил Майкла Спротта, но в третьем бою проиграл британцу Спротту.
В мае 2004 года нокаутировал боксёра из Кот-д’Ивуара, Августина Нгоу (22-1).

### Бой с Майком Тайсоном
1 июля 2004 года Дэнни Уильямс вышел на ринг с бывшим абсолютным чемпионом мира, Майком Тайсоном.
Тайсон вышел на ринг после 17-месячного перерыва. Фаворитом в этом бою был Тайсон (ставки на него принимались из расчета 9 к 1). Первый раунд этого боя стал одним из лучших раундов, проведенных Майком за последние годы, в конце раунда сильно потряс Уильмса, после чего тот впал в состояние грогги и начал клинчевать, что помогло ему продержаться 1 раунд. Но затем Тайсон резко сдал и во втором раунде его преимущество было минимальным. В третьем раунде арбитр Деннис Альфред снял с Уильямса два очка за удар после остановки боя и «бодание», а в четвёртом раунде после затяжной серии Уильямса Тайсон оказался на полу и не смог подняться до окончания отсчета рефери. Объяснение этому неожиданному поражению последовало незамедлительно: выяснилось, что в первом раунде Майк получил серьёзную травму колена, которая лишила его возможности нормально передвигаться по рингу и вкладываться в удары. Через несколько дней Тайсону сделали операцию, и он несколько недель провел в гипсе.

### Чемпионский бой с Виталием Кличко
После победы над легендарным Тайсоном, Уильямс получил право выйти на чемпионский бой по версии WBC, с украинским нокаутёром, Виталием Кличко. 11 декабря 2004 года состоялся чемпионский поединок по версии WBC. Дэнни Уильямс начал первый раунд с атаки, но Виталий Кличко сумел отбиться и перешёл в наступление. Установив нужную для себя дистанцию, Кличко атаковал джебами, прямыми ударами справа и короткими крюками. К середине раунда над правым глазом Уильямса появилось рассечение, затем он пропустил несколько прямых ударов с обеих рук Кличко и оказался в нокдауне. Британец встал и сумел продержаться до конца раунда.
Во втором раунде Кличко уже полностью контролировал ход поединка, тогда как Уильямс пытался кружить вокруг него, стремясь решить дело одним мощным ударом. В третьем раунде Уильямс, казалось, начал выравнивать ход поединка, а Кличко несколько замедлился, однако в конце раунда британец снова оказался на полу. В четвёртом раунде Уильямс с трудом держался на ногах, пропускал удары Кличко, но не сдавался и не оставлял попыток нанести нокаутирующий удар. Схожая картина наблюдалась в пятом и шестом раундах, в которых соперник украинца почти прекратил активное сопротивление, а Кличко продолжал методично бомбить его ударами с обеих рук.
В начале седьмого раунда британец совершил отчаянный рывок и сумел достать Кличко сильным ударом слева. Украинский боксер был потрясен, но сумел связать соперника в клинче и выиграть время для передышки. Ближе к концу раунда Кличко прервал очередной рывок Уильямса ударом слева, после которого британец уже в третий раз за бой оказался на полу. Он снова сумел подняться и достоять до перерыва.
В восьмом раунде Уильямс в очередной раз оказался на полу, встал на счет «девять», однако рефери Джей Нейди все же остановил поединок, зафиксировав победу Виталия Кличко техническим нокаутом. В течение боя Виталий Кличко выбросил 519 ударов, 296 из которых (47 %) попали в цель. Дэнни Уильямс сумел нанести всего 44 удара из 193 выброшенных (23 %).
10 декабря 2005 года, Дэнни сотворил ещё одну сенсацию. Победил раздельным решением судей непобеждённого олимпийского призёра, Одли Хариссона (19-0), а через 3 месяца победил ещё одного известного непобеждённого британца, будущего претендента на титул чемпиона мира, Мэтта Скелтона.

### Спад карьеры
В 2006 году проиграл оба реванша с Харрисоном и Скелтоном. В 2007 году нокаутировал ещё одного непобеждённого боксёра. Так Уильямс остановил победную серию Скотта Гаммера (17-0).
30 мая 2008 года нокаутировал немца казахского происхождения, Константина Айриха. Через 2 месяца Дэнни победил дважды Джона Макдермотта (25-3).
В ноябре 2008 года, проиграл техническим нокаутом Альберту Сосновскому.
В мае 2010 проиграл непобеждённому Дереку Чисоре.
В июне 2011 года проиграл на тот момент непобеждённому немецкому боксёру сирийского происхождения, Мануэлю Чарру.
Затем победил бывшего чемпиона мира, Альфреда Коула, после чего начал выходить на ринг уже как джорнимен. Проиграл непобеждённому Лейфу Ларсену (14-0). 8 сентября 2012 года проиграл по очкам Джэйну Кастильо. 28 сентября проиграл нокаутом румыну Кристиану Хаммеру.
В мае 2013 года в России проиграл по очкам американцу Келвину Прайсу, а в августе в Румынии поляку Марцину Рековскому.
4 ноября 2013 года в тяжёлом поединке проиграл по очкам в России, бывшему чемпиону мира, Олегу Маскаеву.
19 декабря 2013 года одержал победу над Али Мазуром. Первую после 9 поражений к ряду начиная с сентября 2011 года.
9 августа 2014 года в Севастополе, на турнире по профессиональному боксу, Дэнни Уильямс в 4-раундовом бою уступил по очкам местному тяжеловесу Павлу Дорошилову.
В сентябре 2020 года провел бой по правилам бокса против бойца MMA Сергея Харитонова, в котором уступил нокаутом во втором раунде. После этого поражения Уильямс заявил о завершении профессиональной карьеры.

## Цитаты
«Бой с Майком Тайсоном — это, без сомнения, лучший момент в карьере. Я смог победить выдающегося бойца. Конечно, я прекрасно понимаю, что против молодого Тайсона я не продержался бы и раунда, но даже просто оказаться в ринге с таким легендарным бойцом уже стало самым выдающимся моментом моей карьеры».
«Тайсон бьёт значительно сильнее Виталия Кличко. Неудивительно, почему у Виталия не так много нокаутов в первом раунде — его удары очень болезненны, но он не может нокаутировать любого одним ударом. А вот Тайсон — каждый раз, когда его удар попадает в тебя, твоя голова затуманивается, и ты не знаешь, где находишься. Ему не хватило всего одного удара, чтобы добить меня, и то только потому, что лучшие его годы уже были далеко позади. Каждый удар Тайсона может отправить тебя в глубокий нокаут, а удары Виталия — это только боль, боль и ещё раз боль. Ужасная боль».
«Поражение от Одли Харрисона было действительно опустошительным, потому что я победил его в первом бою, а на второй согласился за пять дней до боя, заменив Мэтта Скелтона. Мне не надо было соглашаться на этот бой. Также могу отметить поражение от Дерека Чисоры, потому что я не смог составить ему никакой конкуренции в ринге».
«Также я могу отметить свою победу нокаутом над Марком Поттером, когда у меня было вывихнуто плечо. Я боксировал с одной рукой, и одержать победу с такой тяжелой травмой не удавалось ни одному боксеру в истории».
«Одна из самых больших моих ошибок состоит в том, что когда мне предложили бой с Виталием Кличко, я сразу же согласился Теперь я думаю, что если бы я провел тогда бой с другим чемпионом, скажем, Джоном Руизом или Хасимом Рахманом, то я мог бы после завершения карьеры говорить, что мне удалось стать чемпионом мира. Еще одной моей ошибкой было то, что часто я соглашался на бои за очень короткий срок до поединка, находясь в плохой форме».
«Виталий Кличко был самым сложным соперником в моей карьере. Его стиль такой неудобный! Знаете, смотришь на него — и со стороны он не выглядит так уж хорошо. Со стороны Виталий выглядит медленным, неуклюжим, неповоротливым. Но когда ты оказываешься с ним в ринге, ты понимаешь, что он очень хороший боксёр. Его удары столь болезненны, что каждый раз, когда они попадают в тебя — словно кусок стали ударяет тебя по лицу. Он очень хороший боксёр».